# Apeadero Dalmacio Vélez Sársfield
Dalmacio Vélez Sársfield es un apeadero ubicado en el barrio homónimo de la ciudad de Córdoba, provincia de Córdoba, Argentina.

## Servicios
El apeadero corresponde al Ferrocarril General Bartolomé Mitre de la red ferroviaria argentina. No presta servicios de pasajeros, sus vías e instalaciones están concesionadas a la empresa de cargas Nuevo Central Argentino.